# سنة كبيسة
السنة الكبيسة هي سنة عدد أيامها 366 يوما مع العلم أن السنة عدد أيامها 365 يوما ولكن لأن الأرض تستغرق في دورتها حول الشمس 365 يوما وربع اليوم فقد تقرر جمع هذه الأرباع وإضافتها في السنة الرابعة لكي يتناسب التقويم مع الدورة  الفلكية.

## 29 فبراير
السنة الكبيسة عدد أيامها 366 يوما بزيادة يوم عن السنة العادية وهذا اليوم المضاف هو يوم 29 فبراير فكل أربع سنوات هناك يوم 29 فبراير واحد فقط.

## فيالتقويم الميلادي
حتى 1582 كانت قاعدة بسيطة لتحديد السنوات الكبيسة تأمر بإضافة يوم واحد في نهاية شهر فبراير (التاسع والعشرون من فبراير) لكل سنة ذات الرقم الذي يقبل القسمة على 4. حسب هذه القاعدة فإن طول السنة الميلادية هو 365 يوما وربع بالمعدل. لا تزال هذه القاعدة صالحة في بعض الطوائف المسيحية الشرقية.

### تحديد السنة الكبيسة فيالتقويم الغريغوري
في 1582 أخبر فلكيو الفاتيكان القس غريغوريوس الثالث عشر أن هناك فرق 10 أيام بين التاريخ الميلادي والاستطلاعات الفلكية. استنتج علماء الفاتيكان من هذا الاكتشاف أن السنة الفلكية أقصر من السنة المعدلة حسب التقويم الميلادي حيث يجب تقليص عدد السنوات الكبيسة.
في أمر صدر عن بابا الفاتيكان أوصى البابا حذف 10 الأيام ما بين الخامس و14 من أكتوبر 1582، وتغيير قاعدة تحديد السنوات الكبيسة حيث تـُستثنى منه السنوات ذات الرقم الذي يقبل القسمة على 4 ولكن لا يقبل القسمة على 400
اذن كل سنة تقبل القسمة على 4 كبيسة كسنة 4 و8 و12 ولكن كل 100 عام نتخطى سنة (مثل سنة 100 و 200 و300 و500) إلا إذا كانت تقبل القسمة على 400 (كعام 400 و 800) فهي كبيسة.
مثلا، السنة 2004 كبيسة، وكذلك 2000، وأيضا كما أن 2008 كبيسة أيضا و2012 و2016 و2020 كلها سنين كبيسة.

## معرض صور

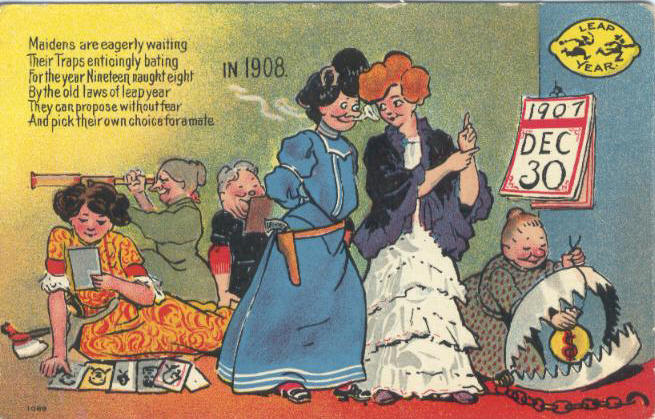
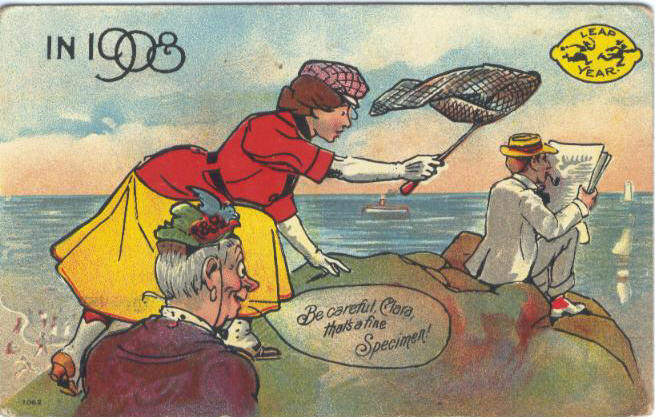
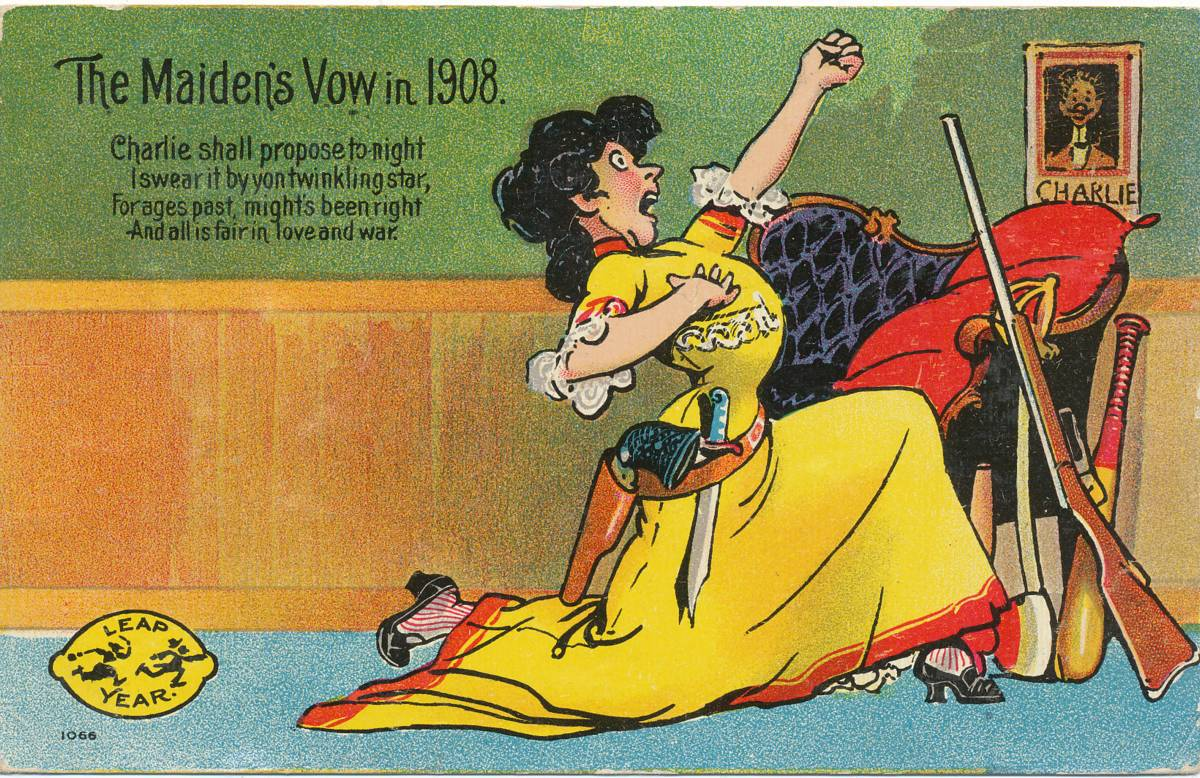

## قائمة السنوات الكبيسة
| - 1504 - 1508 - 1512 - 1516 - 1520 - 1524 - 1528 - 1532 - 1536 - 1540 - 1544 - 1548 - 1552 - 1556 - 1560 - 1564 - 1568 - 1572 - 1576 - 1580 - 1584 - 1588 - 1592 - 1596 | - 1600 - 1604 - 1608 - 1612 - 1616 - 1620 - 1624 - 1628 - 1632 - 1636 - 1640 - 1644 - 1648 - 1652 - 1656 - 1660 - 1664 - 1668 - 1672 - 1676 - 1680 - 1684 - 1688 - 1692 - 1696 | - 1704 - 1708 - 1712 - 1716 - 1720 - 1724 - 1728 - 1732 - 1736 - 1740 - 1744 - 1748 - 1752 - 1756 - 1760 - 1764 - 1768 - 1772 - 1776 - 1780 - 1784 - 1788 - 1792 - 1796 | - 1804 - 1808 - 1812 - 1816 - 1820 - 1824 - 1828 - 1832 - 1836 - 1840 - 1844 - 1848 - 1852 - 1856 - 1860 - 1864 - 1868 - 1872 - 1876 - 1880 - 1884 - 1888 - 1892 - 1896 | - 1904 - 1908 - 1912 - 1916 - 1920 - 1924 - 1928 - 1932 - 1936 - 1940 - 1944 - 1948 - 1952 - 1956 - 1960 - 1964 - 1968 - 1972 - 1976 - 1980 - 1984 - 1988 - 1992 - 1996 | - 2000 - 2004 - 2008 - 2012 - 2016 - 2020 - 2024 - 2028 - 2032 - 2036 - 2040 - 2044 - 2048 - 2052 - 2056 - 2060 - 2064 - عقد 2060 - عقد 2070 - عقد 2070 - عقد 2080 - 2084 - عقد 2080 - عقد 2090 - عقد 2090 | - القرن 22 - القرن 22 - 2112 - القرن 22 - القرن 22 - القرن 22 - القرن 22 - القرن 22 - القرن 22 - القرن 22 - القرن 22 - القرن 22 - القرن 22 - القرن 22 - القرن 22 - القرن 22 - القرن 22 - القرن 22 - القرن 22 - القرن 22 - القرن 22 - القرن 22 - القرن 22 - القرن 22 |